# ツナミ・フィッシュ

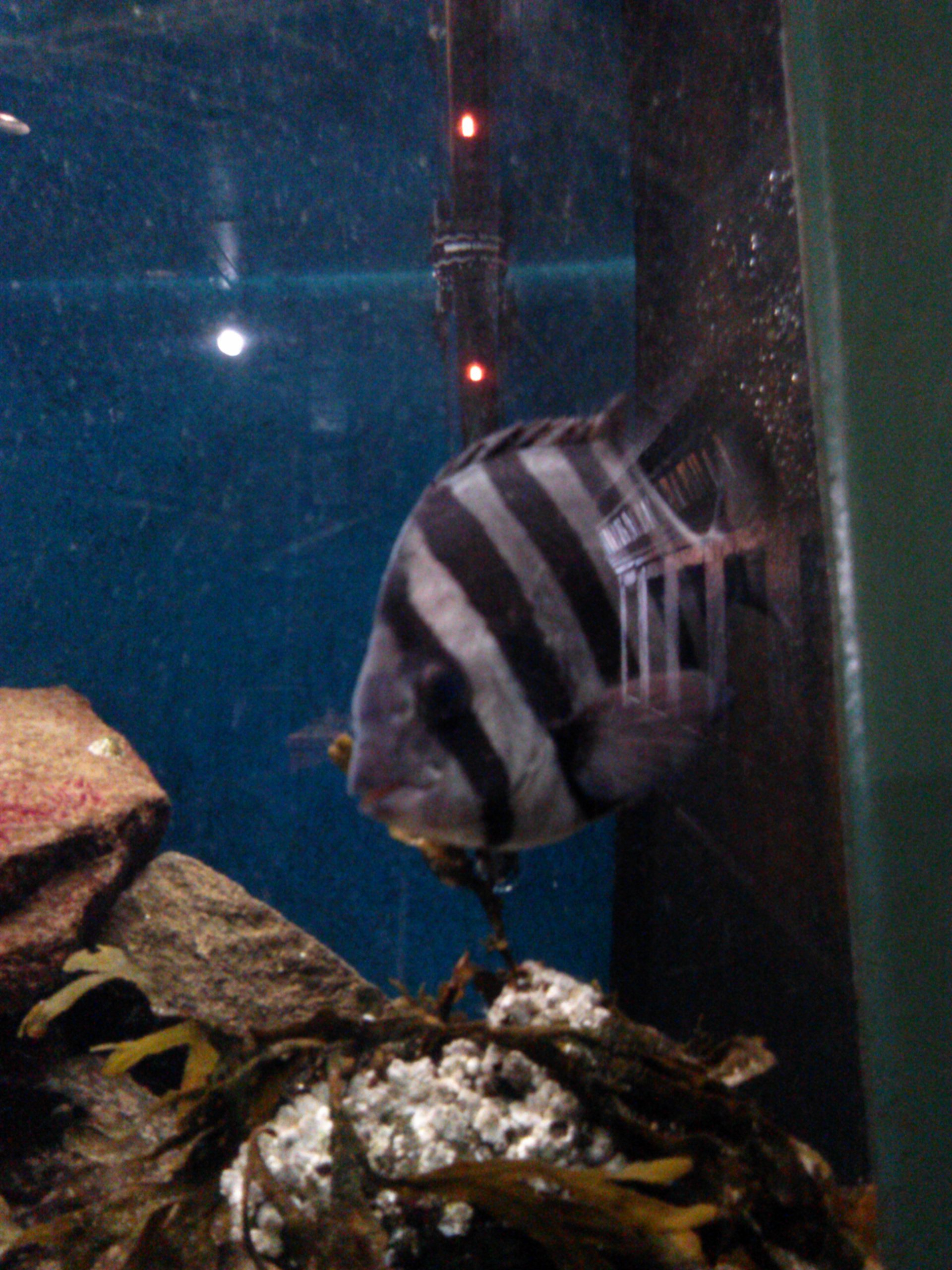
ツナミ・フィッシュ（2013年12月）

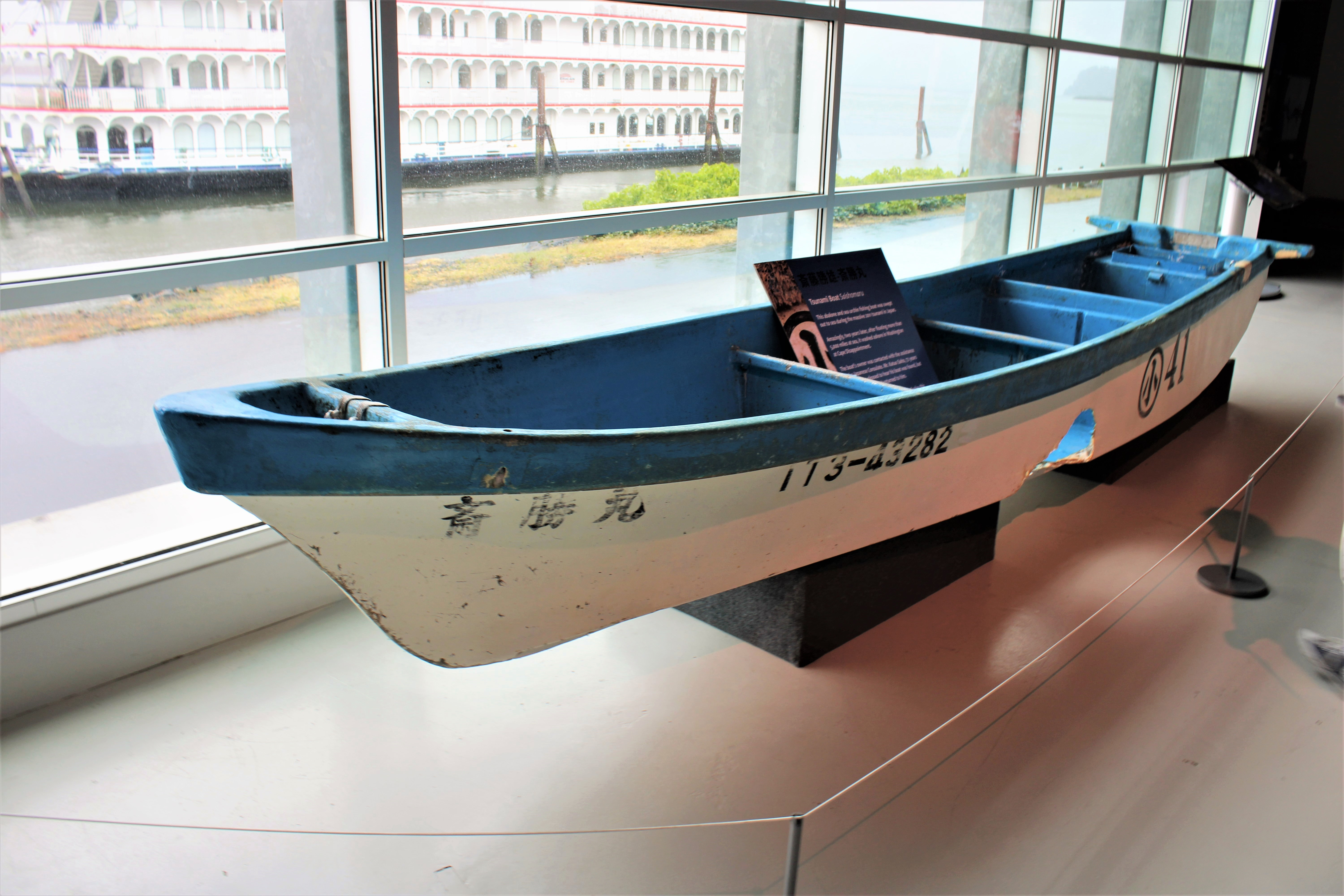
オレゴン州コロンビア川海事博物館で展示されている斎勝丸

ツナミ・フィッシュ（英語: tsunami fish）は、2011年3月11日の東北地方太平洋沖地震による津波で流された日本の漁船「斎勝丸」の中で2年以上生存していた5尾のイシダイである。2013年3月22日に漁船は約6,500km離れたアメリカ合衆国ワシントン州ロングビーチの海岸に漂着した。5尾のうち1尾はオレゴン州シーサイドのシーサイド水族館で飼育されている。

## 津波と漂流
東北地方太平洋沖地震は2011年3月11日に発生した、日本の観測史上最大規模の地震である。この地震による津波により、全長約6mの斎勝丸は海へと押し流され、イシダイの仔魚を含む海洋生物を含んだ海水が貯蔵庫に充満した。その後、2年間にわたり太平洋を漂流する間に、この魚は稚魚に成長した。科学者は、日本やハワイ沖で波によって魚が船に入り込んだと推測している。

## 発見
斎勝丸は2013年3月22日にワシントン州の海岸で発見された。漁船の内部には、5尾のイシダイと、30種以上の植物や無脊椎動物が生存し、アクアリウムのようになっていた。うち4尾は、侵入種となる可能性があるという懸念から、発見した直後にワシントン魚類野生生物局が殺処分し、オレゴン州立大学に贈られて研究者が解剖を行った。残り1尾は市役所にバケツで運ばれ、その後シーサイド水族館が飼育をすることに同意した。 2013年後半から、同水族館で展示されている。